# 小川博史 (画家)
小川 博史（おがわ ひろし、1913年〈大正2年〉10月24日 - 2010年〈平成22年〉6月10日）は、日本の洋画家。

## 経歴
愛知県を活動拠点として活躍。
辻永、鬼頭鍋三郎に師事し、日展や光風会展を中心に青季会のグループに参加。
戦後にあって門下生と共に南風会 ( http://www.nanpukai.jp/ ) を立ち上げる。
写実を基本にしつつ、大胆なコンポジションと重厚なマチエールが特徴。
2010年(平成22年)、96歳で死去。生涯現役を貫いた。

## 主な受賞歴
- 1936年（昭和11年） - 文展初入選
- 1944年（昭和19年） - 文展岡田賞受賞
- 1949年（昭和24年） - 日展特選受賞
- 1962年（昭和37年） - 新日展菊華賞受賞
- 1966年（昭和41年） - 中日文化賞受賞
- 1976年（昭和51年） - 東海テレビ賞受賞
- 1982年（昭和57年） - 光風会展辻永記念賞受賞
- 1984年（昭和59年） - 愛知県文化功労者選出
- 1988年（昭和63年） - 紺綬褒章受章
- 1989年（平成元年） - 日展文部大臣賞受賞
- 1990年（平成 2年） - 勲四等瑞宝章受章
- 2010年（平成22年） - 死去（享年96、日展参与、光風会名誉会員）